# John J. Esch
John Jacob Esch, född 20 mars 1861 i Monroe County i Wisconsin, död 27 april 1941 i La Crosse i Wisconsin, var en amerikansk politiker (republikan). Han var ledamot av USA:s representanthus 1899–1921.
Esch efterträdde 1899 Michael Griffin som kongressledamot och efterträddes 1921 av Joseph D. Beck.
Esch ligger begravd på Oak Grove Cemetery i La Crosse.